# Santo Estêvão
Santo Estêvão est une freguesia de Lisbonne.